# Michel Debidour
 (juin 2024).
Si vous disposez d'ouvrages ou d'articles de référence ou si vous connaissez des sites web de qualité traitant du thème abordé ici, merci de compléter l'article en donnant les références utiles à sa vérifiabilité et en les liant à la section « Notes et références ».
Pour les articles homonymes, voir Debidour (homonymie).
Michel Debidour (né en 1947) est un historien et archéologue français.

## Biographie
Né le 25 novembre 1947 à Lyon, il est le fils de Victor-Henry Debidour, helléniste et critique littéraire.
Il intègre l'École normale supérieure de la rue d’Ulm en 1966, et poursuit sa formation sur l’Antiquité à la Sorbonne, à l’Ecole Pratique des Hautes Etudes (section des Sciences historiques et philologiques), et au Collège de France, en particulier auprès de Louis Robert et de Georges Le Rider. Après une maîtrise sur Le monnayage de Sparte à l’époque hellénistique, il obtient l'agrégation de lettres classiques en 1970.
Membre de l'École française d'Athènes (archéologie) de 1972 à 1977, il conduit des fouilles sur l’île de Thasos tout en cataloguant des trésors de monnaies romaines trouvés à Gortys d’Arcadie dans les années 1950.
Après une thèse sur une série de timbres amphoriques de Thasos, il devient maître de conférence à l'Université Paris-XIII, (1980-1985) puis à l'Université Lyon 3 où il est élu professeur en 1999 après avoir soutenu à l’université Lyon 2 une habilitation à diriger les recherches sur les timbres amphoriques de Thasos. Il a été chercheur au Centre d'études et de recherches de l'Occident romain (CEROR, Lyon 3), dont en devient le directeur de 2003 à 2007.
Jusqu’à sa retraite en 2010, il a poursuivi à l’université son enseignement sur tous les aspects de l’histoire et de l’archéologie de la Grèce ancienne, en particulier pour préparer les étudiants à l’agrégation et au Capes d’histoire dans différents domaines de l’histoire et de l’archéologie de l’histoire de la Grèce ancienne et de l’Antiquité en général.
Ses recherches personnelles, qu’il continue après sa retraite en écrivant de nombreux articles scientifiques, concernent plus spécifiquement l’histoire des sciences et des techniques,l’économie et la numismatique des cités grecques, et l’histoire des explorations dans l’Antiquité.
En particulier il s’est affirmé comme l’un des spécialistes de l’étude des timbres amphoriques grecs, des témoins précieux dont l’étude (y compris l’étude statistique, vu les milliers d’objets parvenus jusqu’à nous) nous révèle des pans encore méconnus de l’histoire grecque : les pratiques artisanales de la production céramique (il a fouillé plusieurs ateliers de fabrication d’amphores), les institutions fiscales de la cité (quel était le sens des noms et des emblèmes figurant sur les timbres ?), les circuits commerciaux de l’exportation du vin de Thasos, leur évolution, et leurs directions à travers la Méditerranée orientale jusqu’en Egypte, en Roumanie, Moldavie, Ukraine et Crimée, et même au Tadjikistan.
A côté de ce domaine principal, il a élargi ses recherches à l’histoire des messages secrets et de la cryptographie, des origines jusqu’à nos jours, et à l’archéologie des anciens chemins de fer disparus.
Il donne également de nombreuses conférences pour les associations et les universités populaires de la région sur différents domaines touchant à l’histoire antique et à l’histoire de la langue et de la littérature, comme Apulée, Aristophane, ou le carré magique SATOR.

## Publications (sélection)
- Les Timbres amphoriques thasiens de type récent : méthodologie et interprétation, Lyon, 1999, 4 vol., 1101 p.
- Les Grecs et la Guerre : de la guerre rituelle à la guerre totale, 217 p., Éditions du Rocher, 2002
- Économies et sociétés dans la Grèce égéenne (dir.), Éditions du Temps, 2007  (ISBN 9782842744168)
- « Lucien et les trois romans de l’Âne », Lucien de Samosate (Lyon-Paris, 1994), p. 55-63
- « Les Grecs et la montagne », Bulletin de l’Association des Géographes français, 2003-1, p. 95-103
- « Les villes englouties dans le monde grec jusqu’au Moyen Age : réalités et interprétations », La météorologie dans l’Antiquité entre science et croyance, Saint-Étienne, 2003, p. 35-47
- « Les Lagides et les Séleucides à l’époque des guerres de Syrie : l’exemple de l’expédition de Ptolémée III (245 av. J.-C.) », L’Orient méditerranéen de la mort d’Alexandre au Ier siècle avant notre ère (M.-Th. Le Dinahet, éd.), 2003, p. 46-64
- « Les oiseaux dans les Oiseaux d’Aristophane », Les oiseaux : de la réalité à l’imaginaire (Cl. Lachet et G. Lavorel éd.), Cedic, 2006, p. 11-24
- « Le secret et les messages secrets dans la Poliorcétique d’Enée le Tacticien », Ruses, Secrets et Mensonges chez les historiens grecs et latins (H. Olivier, P. Giovannelli-Jouanna Fr. Bérard éd.), Lyon-Paris, 2006, p. 213-241
- « Prévenir l’ami, exclure l’ennemi : le secret de l’information à Rome, de Polybe au Bas-Empire », Parole, media et pouvoir à l’époque romaine en l’honneur du professeur Guy Achard (M. Ledentu éd.), Lyon-Paris, 2007, p. 465-501
- "Analyser le témoignage des monnaies grecques: l'exemple des monnaies à la couronne au IIe s. av. J.-C.", Économies et sociétés dans la Grèce égéenne (478-88 av. J.-C.) (M. Debidour éd.), Paris, 2007, p. 37-62
- « Entremetteurs et entremetteuses dans les Mimes d’Hérondas », in Entremetteurs et entremetteuses dans la littérature de l’Antiquité à nos jours (C. Pierreville, éd.), Cedic, 2007, p. 21-34
- « Le problème de l’eau dans une cité de Numidie : l’inscription hydraulique de Lamasba », in Urbanisme et urbanisation en Numidie militaire (A. Groslambert éd.), Lyon-Paris, 2009, p. 153-180
- « À propos de l’écriture sur les timbres amphoriques de Thasos », Inscriptions mineures, nouveautés et réflexions, Berne, 2012 (Actes du coll. Ductus, Lausanne juin 2008) (éd. M. Fuchs, R. Sylvestre, Chr. Schmidt-Heidenreich), p. 125-133
- « Un groupe stylistique de timbres amphoriques récents à Thasos : le groupe à la feuille de lierre » Corolla Epigraphica, Hommages au professeur Yves Burnand (Latomus vol. 331, 2011, éd. Carl Deroux), p. 406-420
- « Sur la prosopographie dans le monde grec, en particulier à partir des monnaies et des timbres amphoriques », La prosopographie au service des sciences sociales (éd. B. Cabouret et Fr. Demotz), éd. de Boccard, 2014, p. 19-35 (Cergr n° 44)
- « Comment interpréter les amphores grecques hellénistiques en termes de production et d’échanges ? », Arcana Imperii, Mélanges d’histoire économique, sociale et politique, offerts au professeur Yves Roman (éd. Clément Chillet, Cyril Courier, Laure Passet), 2015, p. 61-89
- « De l’unique au multiple. Quelques réflexions sur les documents archéologiques dans l’Antiquité », Dans le secret des archives. Justice, ville et culture au Moyen Age (éd. M. Billoré et J. Picot), p. 383-396
- « Le timbrage récent de Thasos : reprendre et approfondir l’analyse chronologique et institutionnelle », Analyse et exploitation des timbres amphoriques grecs (éd. N. Badoud et A. Marangou), Presses Universitaires de Rennes, 2019 (Actes du colloque d’Athènes, 2010), p. 91-96
- (en collaboration avec M. Ionescu) « Une nouvelle regravure de cachet sur un timbre de Callatis », Analyse et exploitation des timbres amphoriques grecs (éd. N.Badoud et A. Marangou), Presses Universitaires de Rennes, 2019 (Actes du colloque d’Athènes, 2010), p. 97-100
- « La Gaule et "l’hellénisation" », Rome et les provinces de l’Occident de 197 av. J.-C. à 192 ap. J.-C. (éd. Y. Le Bohec), éd. du Temps, 2009, p. 110-119
- « Un général romain en dehors de l’Empire : l’expédition d’Aelius Gallus en Arabie », Visions de l’Occident romain, Hommages à Yann Le Bohec (éd. B. Cabouret, A. Groslambert, C. Wolff), 2012, p. 765-785 (Cergr n° 40)
- « La transmission des messages dans le monde gréco-romain », Renseignement et espionnage pendant l’Antiquité et le Moyen Âge, éd. Ellipses, 2019, p. 179-194
- « Le secret de l’information et la cryptographie dans le monde gréco-romain », Renseignement et espionnage pendant l’Antiquité et le Moyen Âge, éd. Ellipses, 2019, p. 195-208
- « Les progrès des transmissions et de la cryptographie au XIX e siècle », Renseignement et espionnage du Premier Empire à l’Affaire Dreyfus, éd. Ellipses, 2021, p. 321-338
- « Espionnage et cryptographie dans l’Affaire Dreyfus », Renseignement et espionnage du Premier Empire à l’Affaire Dreyfus, éd. Ellipses, 2021, p. 353-367